# Jelly Roll

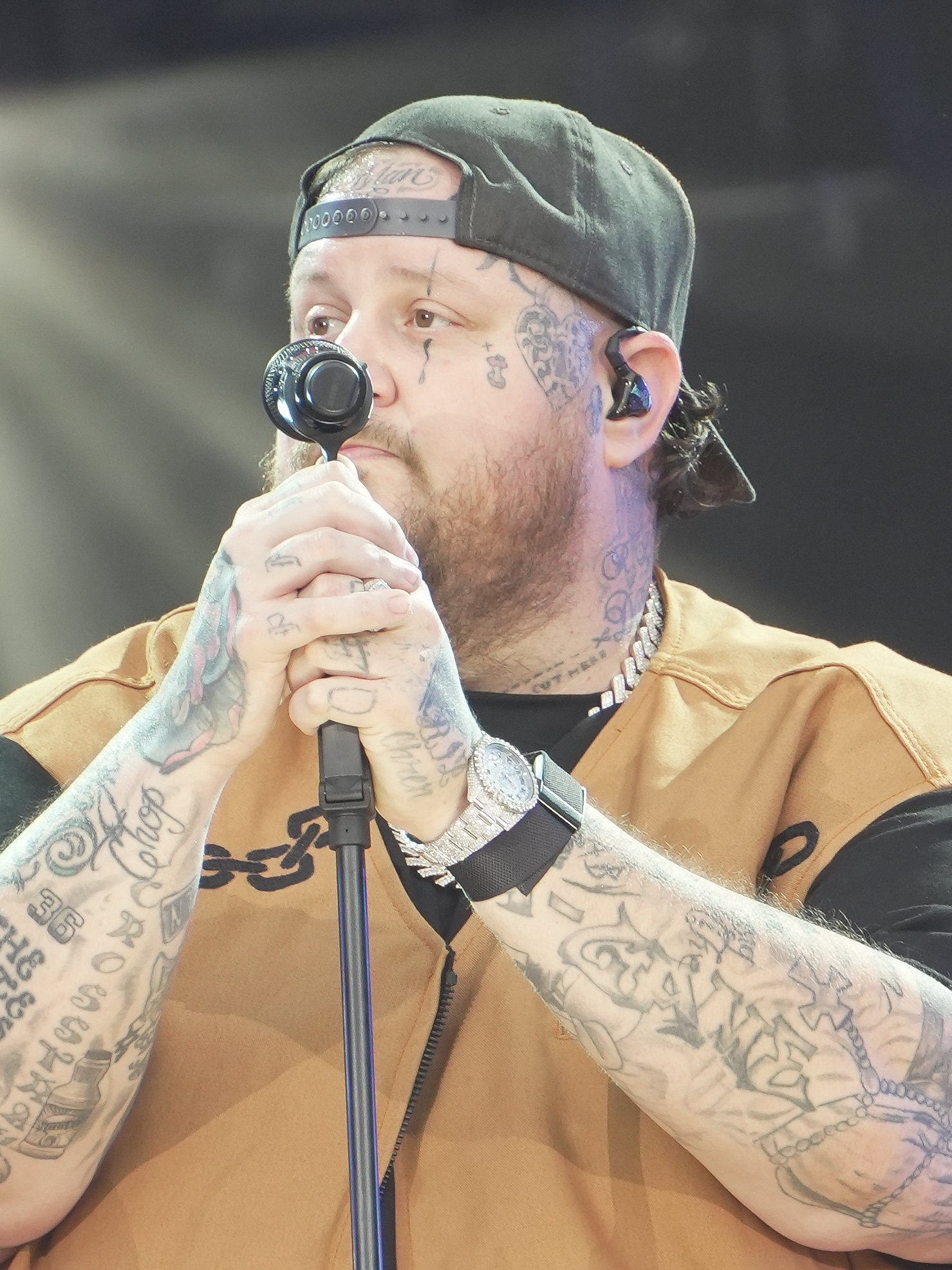
Jelly Roll (2024)

Jelly Roll (englisch Biskuitrolle; * 4. Dezember 1984 als Jason Bradley DeFord in Nashville) ist ein US-amerikanischer Sänger, Rapper und Songwriter.

## Leben
Jelly Roll wuchs in Antioch, einem Stadtteil im Süden von Nashville, mit zwei Brüdern auf. Sein Vater war ein Fleischverkäufer, der nebenbei als Buchmacher arbeitete, während seine Mutter an psychischen Störungen litt. Seinen Künstlernamen erhielt er von seiner Mutter, da er ein übergewichtiges Kind war, das gerne Donuts aß. Niemand würde ihn mit seinem Vornamen Jason nennen. Nachdem sich seine Eltern scheiden ließen, geriet er erstmals mit dem Gesetz in Konflikt und saß wegen Raubes zwischen seinem 14. und 24. Lebensjahr insgesamt 18 Monate im Gefängnis. Zeitweilig verdiente er seinen Lebensunterhalt als Drogendealer. Im Herbst 2022 spendete Jelly Roll 250.000 Dollar an die Organisation Impact Youth Outreach. Mit dem Geld soll ein Tonstudio im Davidson County Juvenile Detention Center, in dem Jelly Roll einst einsaß, gebaut werden.
Jelly Roll ist verheiratet und hat zwei Kinder aus einer früheren Beziehung. Im Januar 2024 sagte Jelly Roll bei einer Anhörung zur Opioidkrise in den Vereinigten Staaten vor dem US-Kongress aus und erklärte in seiner Rede, die als leidenschaftlich beschrieben wurde, seine Unterstützung für eine Anti-Fentanyl-Gesetzgebung. Aufgrund seiner kriminellen Vergangenheit war ihm lange Zeit kein Pass ausgestellt worden. Viele Staaten weigerten sich zudem lange, ihm ein Visum zu erteilen. Anfang Juli 2024 spielte Jelly Roll seine ersten drei internationalen Konzerte in Kanada, engagierte sich auch da in der Suchthilfe.

## Karriere
Während seiner Zeit in Haft begann er zu rappen. Er veröffentlichte mehrere Studioalben und kollaborierte mit Künstlern wie Lil Wyte, BPZ, Haystak und Struggle Jennings. Im Jahre 2013 kündigte er das Mixtape Whiskey, Weed & Waffle House an. Die Anwälte der gleichnamigen Restaurantkette wurden darauf aufmerksam und erteilten Jelly Roll eine Abmahnung, weil er ohne Genehmigung den Namen und das Logo der Firma verwendete. Beide Seiten einigten sich schließlich darauf, dass das Mixtape unter dem Titel Whiskey, Weed & Women erscheint. Mit dem im Jahre 2017 erschienenen Album Addiction Kills begann Jelly Roll auch zu singen. Seine im Jahre 2020 erschienenen Studioalben A Beautiful Disaster und Self Medicated erreichten Platz 97 bzw. 110 der US-amerikanischen Albumcharts, während die Singles Save Me und Bottle & Mary Jane mit Platin bzw. Gold ausgezeichnet wurden.
Ein Jahr später erreichte die Single Dead Man Walking Platz eins der Billboard Mainstream Rock Songs und war damit das meistgespielte Lied im US-Rockradio. Ein Jahr später folgte die Single Son of a Sinner, mit der Jelly Roll Platz 31 der US-amerikanischen Singlecharts sowie die Top 10 der Billboard Hot Country Songs und der Hot Rock & Alternative Songs erreichte. Die Single wurde mit einer Goldenen Schallplatte ausgezeichnet. Bei den CMT Music Awards 2023 erhielt das Musikvideo für Son of a Sinner die Preise in den Kategorien Male Video of the Year, Breakthrough Male Video of the Year und Digital-First Performance of the Year.  Am 2. Juni 2023 erschien mit Whitsitt Chapel sein erstes Country-Studioalbum. Als Gastmusiker sind Brantley Gilbert, Struggle Jennings, Yelawolf und Lainey Wilson zu hören. Das Album erreichte Platz drei der US-amerikanischen Albumcharts. Die Single Need a Favor erreichte Platz 13 der US-amerikanischen Singlecharts und Platz eins der Hot Rock & Alternative Songs.
Im Sommer und Herbst 2023 spielte er ferner die Backroad Baptism Tour, bei der er von Ashley McBryde, Caitlynne Curtis, Chase Rice, Elle King, Merkules, Struggle Jennings, Three 6 Mafia, Yelawolf, and Josh Adam Meyers begleitet wurde. Jelly Roll wurde bei den People’s Choice Country Awards 2023 in den Kategorien The Male Artist, The New Artist, The Song und The Callobaration of 2023 ausgezeichnet. Bei den Country Music Association Awards 2023 erhielt Jelly Roll den Preis in der Kategorie Best New Artist. Jelly Roll erhielt bei den Grammy Awards 2024 Nominierungen in den Kategorien Best New Arist und Best Country Duo/Group Performance. Bei den CMT Music Awards 2024 gelang ihm erneut das Triple. Er gewann alle drei Preise, für die er nominiert war: Video of the year, Male Video of the year, Performance of the year für Need a Favor. Im Juli 2024 veröffentlichte der Rapper Eminem mit Jelly Roll das Lied Somebody Save Me auf dem Album The Death of Slim Shady (Coup de Grâce), worin Eminem Teile des Jelly-Roll-Liedes Save Me verwendete.
Im Spätsommer und Herbst 2024 spielte Jelly Roll die Beautifully Broken-Tournee, bei der er von Warren Zeiders, Alexandra Kay, Ernest, Shaboozey und Allie Colleen begleitet wurde. Namensgeber der Tournee ist das Album Beautifully Broken, welches am 11. Oktober 2024 erschien. Als Gastsänger sind Ilsey, Wiz Khalifa und Machine Gun Kelly sowie auf der „Deluxe Version“ Halsey, Keith Urban, Ernest, Russ und Skylar Grey zu hören. Der TV-Sender ESPN nutzte die Single Get By als Hymne für die Übertragungen der College-Football-Saison 2024/25. Das Album stieg auf Platz eins der US-amerikanischen und Platz 41 der britischen Albumcharts ein. Das Lied I Am Not Okay wurde bei den Grammy Awards 2025 in den Kategorien Best Country Song und Best Country Solo Performance nominiert.

## Stil
David Jeffries vom Onlinemagazin Allmusic schrieb, dass die Musik von Jelly Roll „die Form von schroffen Southern Rock, Rhythm-and-Blues-gefärbten Instrumentals, Country-inspirierten akustischen Nummern und Hardcore-Rap angenommen hätten“. Sein Gesang wird als „gefühlvoll bluesig“ bezeichnet. Seine Texte behandeln Themen wie Abhängigkeit, Schmerz und den Kampf darum, bessere Tage zu erreichen. Zu seinen Haupteinflüssen zählt Jelly Roll Three 6 Mafia, UGK, James Taylor, Bob Seger, Jim Croce, Willie Nelson, Waylon Jennings und Johnny Cash. Maxim Mower vom Onlinemagazin Holler bezeichnet ihn als „Country-Rap-Bahnbrecher“, der zu den „innovativsten, eigenwilligsten und spannendsten neuen Stimmen aus Nashville gehört“.

## Engagement bei WWE
Jelly Roll gilt als großer Wrestling-Fan. Als solcher hatte er einen Auftritt bei SummerSlam 2024 wo er neben einer musikalischen Darbietung auch im Ring tätig wurde. Für SummerSlam 2025 wurde ein Tag Team-Match zwischen Jelly Roll und Randy Orton auf der einen und Drew McIntyre und Paul Logan auf der anderen Seite, vereinbart. Dafür bereitete sich Jelly Roll intensiv vor, so nahm der etwa 200 Pfund ab. Im Match selbst musste Jelly Roll einige Aktionen einstecken und wurde schließlich auch gepinnt, wodurch er und Orton das Duell verloren. 

## Diskografie
Studioalben

| Jahr | Titel Musiklabel                      | Höchstplatzierung, Gesamtwochen, AuszeichnungChartplatzierungen (Jahr, Titel, Musiklabel, Platzierungen, Wochen, Auszeichnungen, Anmerkungen) | Höchstplatzierung, Gesamtwochen, AuszeichnungChartplatzierungen (Jahr, Titel, Musiklabel, Platzierungen, Wochen, Auszeichnungen, Anmerkungen) | Höchstplatzierung, Gesamtwochen, AuszeichnungChartplatzierungen (Jahr, Titel, Musiklabel, Platzierungen, Wochen, Auszeichnungen, Anmerkungen) | Höchstplatzierung, Gesamtwochen, AuszeichnungChartplatzierungen (Jahr, Titel, Musiklabel, Platzierungen, Wochen, Auszeichnungen, Anmerkungen) | Höchstplatzierung, Gesamtwochen, AuszeichnungChartplatzierungen (Jahr, Titel, Musiklabel, Platzierungen, Wochen, Auszeichnungen, Anmerkungen) | Höchstplatzierung, Gesamtwochen, AuszeichnungChartplatzierungen (Jahr, Titel, Musiklabel, Platzierungen, Wochen, Auszeichnungen, Anmerkungen) | Höchstplatzierung, Gesamtwochen, AuszeichnungChartplatzierungen (Jahr, Titel, Musiklabel, Platzierungen, Wochen, Auszeichnungen, Anmerkungen) | Anmerkungen                                                  |
| Jahr | Titel Musiklabel                      | DE | AT | CH | UK | US | Country | Rock | Anmerkungen                                                  |
| ---- | ------------------------------------- | --- | --- | --- | --- | --- | --- | --- | ------------------------------------------------------------ |
| 2012 | The Big Sal Story A-Game              | — | — | — | — | — | — | — | Erstveröffentlichung: 26. Oktober 2012                       |
| 2016 | Sobriety Sucks Bad Apple Inc.         | — | — | — | — | — | — | — | Erstveröffentlichung: 13. Mai 2016                           |
| 2017 | Addiction Kills Jelly Roll            | — | — | — | — | — | — | — | Erstveröffentlichung: 21. April 2017                         |
| 2018 | Goodnight Nashville War Dog           | — | — | — | — | — | — | — | Erstveröffentlichung: 7. Dezember 2018                       |
| 2019 | Whiskey Sessions II Jingle Punks      | — | — | — | — | — | — | — | Erstveröffentlichung: 5. April 2019                          |
| 2020 | A Beautiful Disaster War Dog          | — | — | — | — | US97 Gold · (1 Wo.)US | — | — | Erstveröffentlichung: 13. März 2020 Verkäufe: + 500.000      |
| 2020 | Self Medicated War Dog                | — | — | — | — | US110 (1 Wo.)US | — | — | Erstveröffentlichung: 16. Oktober 2020                       |
| 2021 | Ballads of the Broken BBR Music Group | — | — | — | — | US157 Gold · (16 Wo.)US | — | Rock41 (1 Wo.)Rock | Erstveröffentlichung: 17. September 2021 Verkäufe: + 500.000 |
| 2023 | Whitsitt Chapel BBR Music Group       | — | — | — | — | US3 Platin · (77 Wo.)US | Country2 (111 Wo.)Country | Rock1 (… Wo.)Rock | Erstveröffentlichung: 2. Juni 2023 Verkäufe: + 1.000.000     |
| 2024 | Beautifully Broken BBR Music Group    | — | — | — | UK41 (1 Wo.)UK | US1 Platin · (… Wo.)US | Country1 (… Wo.)Country | — | Erstveröffentlichung: 11. Oktober 2024 Verkäufe: + 1.080.000 |

## Musikpreise
| - Academy of Country Music Awards - 2023: Music Event of the Year für Save Me (feat. Lainey Wilson) - Billboard Music Awards - 2024: Top Hard Rock Song für All My Life (mit Falling in Reverse) - CMT Music Awards - 2023: Male Video of the Year für Son of a Sinner - 2023: Breakthrough Male Video of the Year für Son of a Sinner - 2023: CMT Digital-First Performance of the Year für Son of a Sinner - 2024: Video of the Year für Need a Favor - 2024: Male VIdeo of the Year für Need a Favor - 2024: CMT Performance of the Year für Need a Favor - Country Music Association Awards - 2023: New Artist of the Year | - iHeartRadio Music Awards - 2024: Best New Artist (Pop) - 2024: Best New Artist (Country) - 2025: Country Artist of the Year - People’s Choice Awards - 2024: Male Country Artist of the Year - People’s Choice Country Awards - 2023: The Male Artist of 2023 - 2023: The New Artist of 2023 - 2023: The Song of 2023 für Need a Favor - 2023: The Collaboration Song of 2023 für Save Me (feat. Lainey Wilson) - 2024: The Crossover Song of 2024 für Lonely Road (mit Machine Gun Kelly) |